# 魯道夫·沙爾平

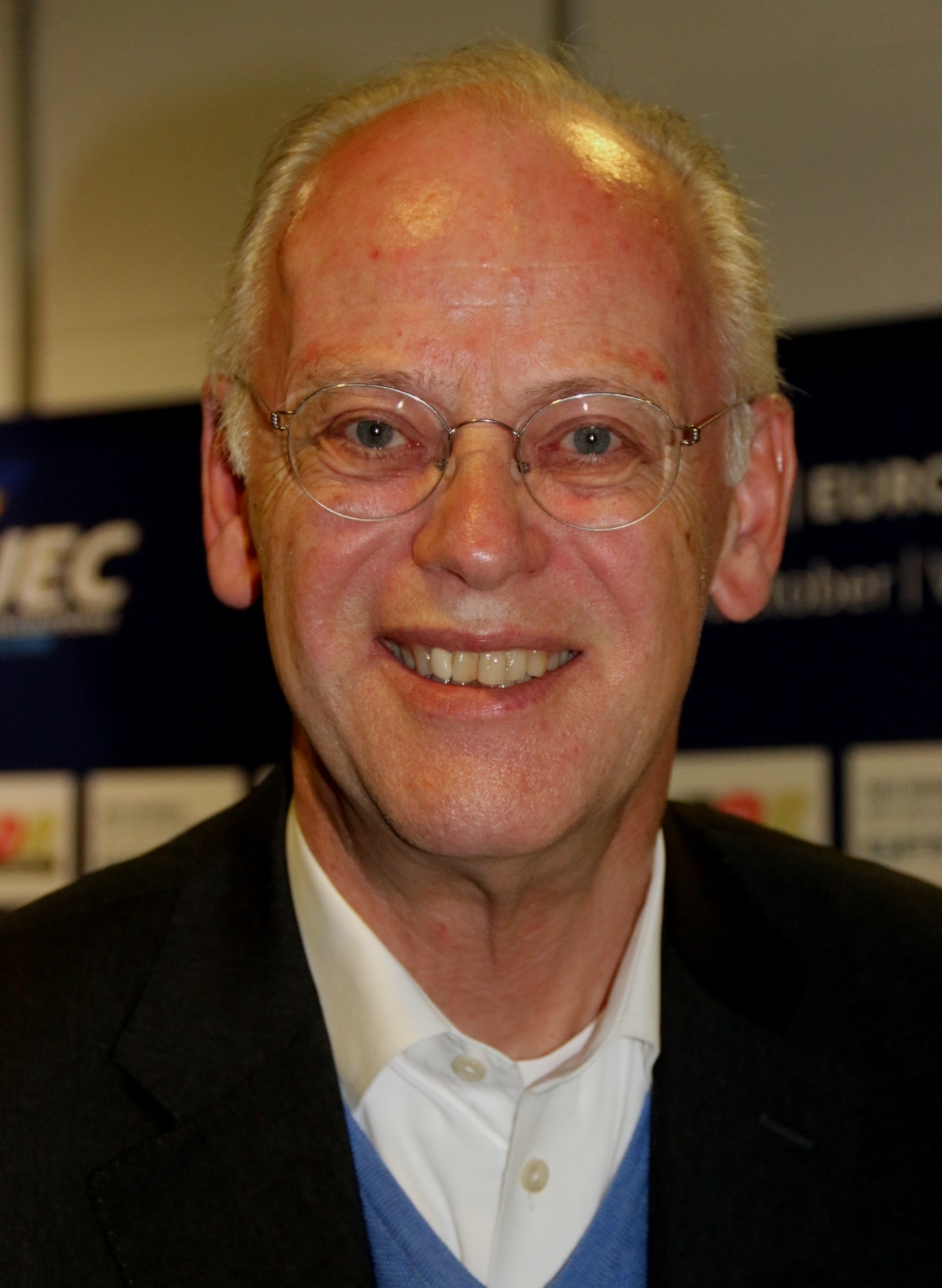

鲁道夫·阿尔贝特·沙尔平（德語：Rudolf Albert Scharping；1947年12月2日—）出生于下埃尔伯特市，德国社会民主党政治家。
1991—1994年间任莱茵-普法尔茨的州主席一职，1993—1995年曾任德国社会民主党主席，在1994年德国联邦议院选举中被推选为总理候选人，其後敗予基民盟時任總理赫尔穆特·科尔。
1998—2002年任德国国防部部长。
1995年3月至2001年5月担任欧洲社会党主席，2005年起则一直担任德国自行车车手协会主席。